# Oessaare
Oessaare – wieś w Estonii, w prowincji Sarema, w gminie Valjala. Na zachód od wsi rozpoczynająca w okolicach Tõrise, bieg rzeka Lõve jõgi, która po przebyciu ponad 31 km wpada do jeziora Oessaare laht na terenie rezerwatu Laidevahe looduskaitseala.